# Arthur Golden
Arthur Golden (Chattanooga, 6 de diciembre de 1956) es un escritor estadounidense célebre por haber escrito el superventas Memorias de una geisha.

## Biografía
Nació en 1956 en Chattanooga, Tennessee. Miembro de la familia Ochs-Sulzberger (dueños del New York Times), Golden fue educado en la escuela Baylor (entonces solo de varones, para estudiantes comunes y pupilos) en Chattanooga.
Estudió en la Universidad Harvard y recibió un título en Historia del Arte, especializándose en Arte japonés. En 1980, obtuvo una Maestría en Arte en Historia Japonesa en la Universidad Columbia. También estudió Chino Mandarín. Después de un verano en la Universidad de Pekín, trabajó en Tokio. Cuando regresó a Estados Unidos, obtuvo un M.A en Inglés en la Universidad de Boston.
Actualmente vive en Brookline, Massachusetts.

## Obra
Después de su lanzamiento en 1997, Memorias de una Geisha permaneció durante dos años en la lista de superventas del New York Times. Han sido vendidas más de cuatro millones de copias en inglés y ha sido traducido a treinta y dos idiomas alrededor del mundo.
La novela Memorias de una Geisha fue escrita después de entrevistar a varias geishas, incluyendo a Mineko Iwasaki, para obtener información de base sobre el mundo de las geishas. Dada su historia familiar en el periodismo, Golden eligió crear un mundo ficticio lo más parecido posible a la realidad y trabajó para obtener los detalles correctamente.
Tras ser publicada la edición japonesa de Memorias de una Geisha, Arthur Golden fue demandado por Iwasaki por incumplimiento de contrato y difamación de personaje. La demandante afirmó que Golden había acordado proteger su anonimato debido al tradicional código de silencio sobre sus clientes, si ella le contaba sobre su vida como geisha. Se llegó a un arreglo del caso fuera de la corte por una suma no revelada.

## Adaptaciones cinematográficas
En 2005, se filmó una película de Memorias de una Geisha protagonizada por Zhang Ziyi y Ken Watanabe, y dirigida por Rob Marshall, obteniendo tres Premios de la Academia.